# Gleichschaltung

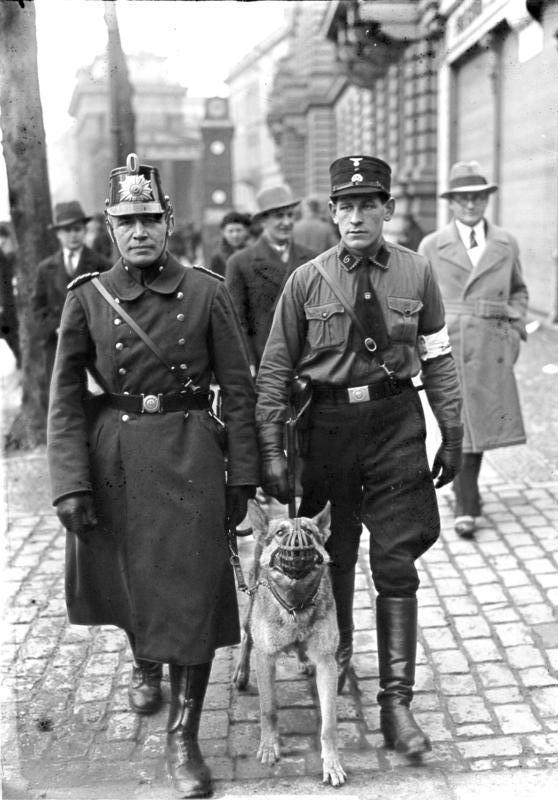
Una patrulla compuesta por un policía y un miembro de las SA, de patrulla durante las elecciones de marzo de 1933.

La palabra alemana Gleichschaltung es usada en un sentido político para describir el proceso mediante el cual la Alemania nazi estableció un sistema de control totalitario sobre el individuo, así como una estrecha coordinación de todos los aspectos de la sociedad y el comercio.
Su significado propio en el ámbito de la técnica es sincronización, aunque también puede usarse en sentido figurado. En política, la traducción más adecuada es coordinación o unificación. Usada en la época como un eufemismo, sirvió sin duda para la «nazificación» de la sociedad alemana, ya que el objetivo de esta política fue difundir un tipo específico de doctrina y pensamiento para todos, eliminando el individualismo y la discrepancia.
El deseo de control total del Partido Nazi requería la eliminación de cualquier otra forma de influencia. El período que abarca desde 1933 hasta alrededor de 1937 estuvo caracterizado por la eliminación sistemática de toda organización no nazi que pudiera influir a la gente, caso de los sindicatos y los partidos políticos. El régimen también controló la influencia de las Iglesias, por ejemplo, creando el Ministerio de Asuntos Eclesiásticos con Hanns Kerrl a la cabeza. Las organizaciones que la administración no pudo eliminar, como la escuela, cayeron bajo su control directo.
La Gleichschaltung también incluía la formación de varias organizaciones de pertenencia obligatoria para ciertos sectores de la población, por ejemplo, la Hitlerjugend para chicos de entre 10 y 18 años, la Bund Deutscher Mädel para las chicas, la Kraft durch Freude para los trabajadores y algunas otras. Así se aseguraba que todo ciudadano de Alemania fuera miembro de una organización controlada por los nazis, maximizando el alcance del adoctrinamiento del partido.

## Medidas específicas
En un sentido más estricto, Gleichschaltung se refiere a las medidas legales tomadas por el gobierno durante los primeros meses que siguieron al 30 de enero de 1933, cuando Adolf Hitler se convirtió en Canciller de Alemania. El término fue usado en este sentido por los propios nazis.
1. Un día después del incendio del Reichstag, el 27 de febrero de 1933, el cada vez más senil Presidente de Alemania Paul von Hindenburg, actuando a petición de Hitler y sobre la base de los poderes de emergencia descritos en el artículo 48 de la Constitución de Weimar, emitió el Decreto del Incendio del Reichstag. Este decreto suspendía la mayoría de los derechos humanos reconocidos por la constitución de 1919 y, de esta manera, permitió el arresto de los adversarios políticos, sobre todo los comunistas, y el amedrentamiento general por parte de las SA para intimidar a los votantes antes de las elecciones subsiguientes.
2. En esta atmósfera se celebraron las elecciones generales del 5 de marzo de 1933, las cuales dieron sólo una ligera mayoría para el gobierno de coalición de Hitler y ninguna mayoría para el propio partido nazi de Hitler.
3. Con el recién elegido Reichstag reunido por primera vez el 23 de marzo de 1933 (sin incluir a los diputados comunistas, dado que su partido había sido ilegalizado para entonces), se aprobó la Ley Habilitante de 1933 (Ermächtigungsgesetz), transfiriendo todo el poder legislativo al gobierno nazi, lo cual abolía de forma efectiva los restos de la Constitución de Weimar por completo. Poco después, el gobierno prohibió el partido social-demócrata, que había votado contra la ley, mientras que otros partidos decidieron disolverse para evitar arrestos y encarcelamientos en campos de concentración.
4. La «Primera Ley Gleichschaltung» (Erstes Gleichschaltungsgesetz) (31 de marzo de 1933) daba a los gobiernos de los Länder los mismos poderes legislativos que el gobierno del Reich había recibido por medio de la Ley Habilitante.
5. Una "Segunda Ley Gleichschaltung» (Zweites Gleichschaltungsgesetz) (7 de abril de 1933) creó la figura de un Reichsstatthalter (Teniente Imperial) en cada estado, excepto Prusia, que ya estaba bajo control nazi desde la Preußenschlag de 20 de julio de 1932. Se suponía que estos funcionarios debían actuar como presidentes locales en cada estado, nombrando los gobiernos. Para el estado de Prusia, que comprendía la mayor parte de Alemania, Hitler se reservó esta función para sí.
6. El sindicato ADGB (Allgemeiner Deutscher Gewerkschaftsbund) fue asaltado el 2 de mayo de 1933 (al día siguiente del día del Trabajo), cuando las SA y la NSBO (Nationalsozialistische Betriebszellenorganisation) ocuparon la sede del sindicato y los líderes del ADGB fueron encarcelados. Otras asociaciones importantes fueron forzadas a fusionarse con el Frente de Trabajo Alemán (Deutsche Arbeitsfront (DAF)) en los meses siguientes.
7. La Gesetz gegen die Neubildung von Parteien ("Ley Contra la Formación de Nuevos Partidos") (14 de julio de 1933) prohibió la creación de nuevos partidos políticos.
8. La Gesetz über den Neuaufbau des Reiches ("Ley sobre la reconstrucción del Reich") (30 de enero de 1934) abandonó el concepto de república federal. En su lugar, las instituciones políticas de los Länder fueron prácticamente abolidas, pasando todos los poderes al gobierno central. Una ley fechada el 14 de febrero de 1934 disolvía el Reichsrat, la representación de los Länder a nivel federal.
9. En el verano de 1934, Hitler ordenó a las SS que mataran a Ernst Röhm y a otros líderes de las SA del partido nazi, al excanciller Kurt von Schleicher y varios aliados del excanciller Franz von Papen en la llamada Noche de los cuchillos largos (la noche del 30 de junio al 1 de julio de 1934). Estas medidas recibieron respaldo retroactivo en el artículo único de la Ley de Medidas de Autodefensa del Estado (Gesetz über Maßnahmen der Staatsnotwehr) (3 de julio de 1934).
10. A las nueve de la mañana del 2 de agosto de 1934, el Reichspräsident Paul von Hindenburg moría a la edad de 86 años. Tres horas antes, el gobierno había aprobado una ley, para que entrara en vigor el día de su muerte, en la que se establecía que el cargo de Reichspräsident debía ser unido al de Reichskanzler y que las competencias del anterior debían ser transferidas al "Führer und Reichskanzler Adolf Hitler», como la ley lo titulaba. Hitler exigió de entonces en adelante el uso de ese título. Así se abolía el último vestigio de separación de poderes.

## Legislación
- Decreto del Incendio del Reichstag
- Ley Habilitante de 1933
- Ley de Medidas de Autodefensa del Estado

## Etimología
Esta palabra compuesta la pueden comprender mejor los que hablan otros idiomas comentando sus anteriores usos en alemán. La palabra gleich en alemán significa parecido, igual o lo mismo; schaltung significa algo así como cambio. La palabra Gleichschaltung tenía dos usos en alemán con un sentido más físico que político:
1. Un cierre de embrague: los embragues manuales de los coches normalmente no presionan los discos uno contra otro, por lo que pierden alrededor de un tres por ciento de su potencia; algunos coches de carreras usan cierres de embrague en los que el disco del cambio de marchas gira a la misma velocidad que el conectado al motor, girando más rápido.
2. Una cierta manera de cablear un generador eléctrico de corriente alterna y motores eléctricos de AC, para que cuando un generador gire a una velocidad dada, o incluso girado en un cierto ángulo, cada motor conectado a él gire a esa velocidad o con el mismo ángulo. Este es el significado más comúnmente citado para explicar esta palabra: el partido político se considera el generador, y cada miembro de un grupo profesional o social se considera un motor conectado a él.

Sin embargo, a causa de las connotaciones nazis del término, su uso para estos significados físicos ha sido abandonado tras la guerra.